# Ivan Milavec
Ivan Milavec, slovenski izdelovalec orgel * 22. februar 1874, Logatec, † 18. januar 1915, Ljubljana.

## Življenje in delo
Rodil se je v Cerovski vasi pri Zgornjem Logatcu, sedaj Logatec. Orglárske obrti se je od 21. septembra 1888 do 21. januarja 1892 učil pri mojstru Francu Goršiču v Ljubljani in ostal pri njem kot pomočnik do 18. maja 1895. Po odsluženi vojaščini je od 28. septembra 1898 do 14. oktobra 1900 delal v orglárski delavnici pri mojstru Krieglu. Ta ni bil uspešen, zato so ga boljši delavci začeli zapuščati, med njimi je bil tudi Milavec, a ni mogel dobiti naročil, čeprav je imel že od novembra 1900 svojo delavnico.
Prvo naročilo je dobil šele leta 1904 za orgle s 16 registri, ki jih je postavil v Dobravi pri Škocjanu. Delo je dobro uspelo, strokovnjaki so pohvalili zlasti dobro intonacijo. Milavca je pohvalil in ga priporočil tudi duhovnik in skladatelj Hugolin Sattner. Sledila so mnoga naročila, tako da je v desetih letih zgradil 37 orgel. Njegovo največje delo so orgle v ljubljanski stolnici sv. Nikolaja z 52 registri in 3 manuali. Slovijo tudi orgle na Bledu, Žireh in nekaterih drugih krajih. Delal je tudi v Avstriji in na Hrvaškem.
Njegove orgle dokazujejo veliko mojstrovo znanje in nadarjenost kar zadeva tehniko in še bolj intonacijo, ki je mehka, sočna, izrazita, registri pa se lepo in učinkovito spajajo v najrazličnejše kombinacije. Za nekatere Milavčeve orgle sta si izvirne in moderne omare  zamislila Janez Vurnik (orgle na Bledu) in Ivan Vurnik (orgle v Žireh).